# Roland Le Dévoluy

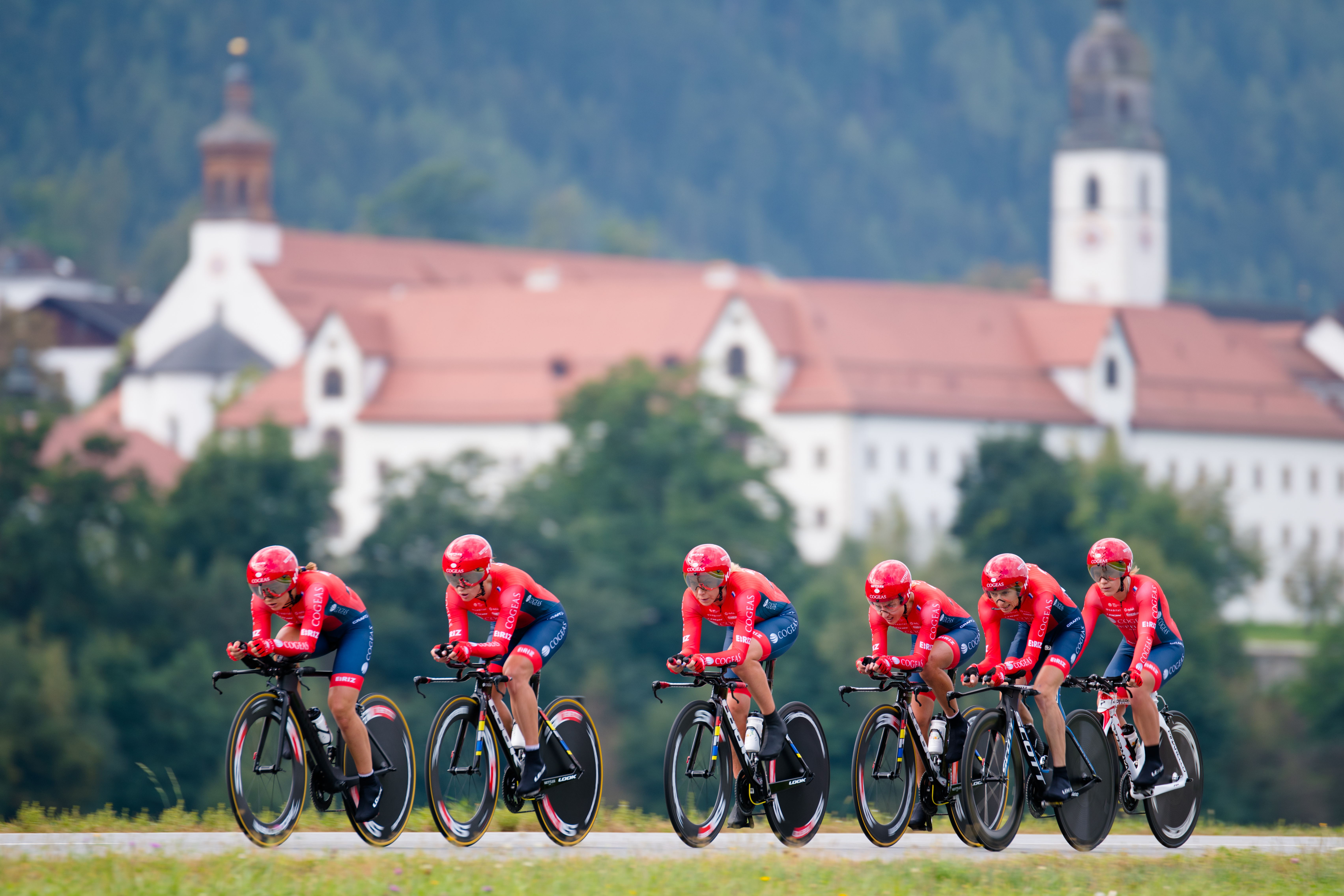
Tijdens het WK ploegentijdrit 2018 in Innsbruck

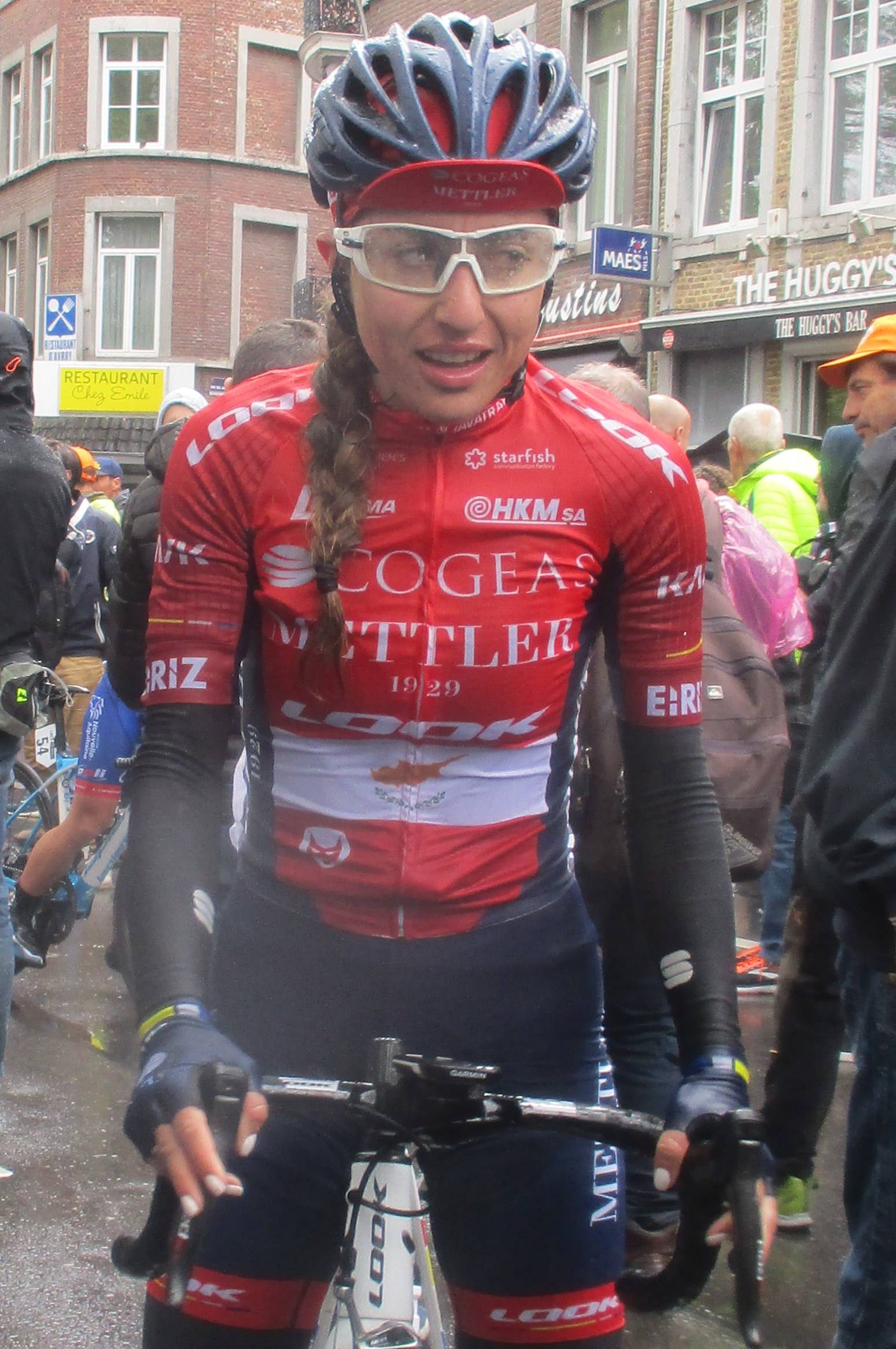
Antri Christoforou in Luik-Bastenaken-Luik 2019

Roland Le Dévoluy is een professionele wielerploeg voor vrouwen, die sinds 2018 deel uitmaakt van het peloton. Van 2018 tot 2021 werd er met een Russische licentie gereden onder de naam Cogeas-Mettler. In 2022 trad de ploeg toe tot de UCI Women's World Tour. Ze ging rijden met een Zwitserse licentie onder de naam Roland Cogeas Edelweiss Squad. Met de nieuwe subsponsoren Israel-Premier Tech kreeg de ploeg een band met een mannenwielerploeg. In 2023 heette de ploeg Israel Premier Tech Roland. Wegens verschillende visies gingen de partijen na een seizoen uit elkaar, waardoor vanaf 2024 alleen de naam Roland op het tenue staat. In 2025 werd de naam uitgebreid tot Roland Le Dévoluy.

## Rensters
N.B. Periode 2018-2021, voor 2022-2025 zie de jaarpagina's.

## Overwinningen
N.B. Periode 2018-2021, voor 2022-2025 zie de jaarpagina's.
2018
Proloog Ronde van Alanya: Olga Zabelinskaja
2e etappe Ronde van Alanya: Olga Zabelinskaja
Eindklassement Ronde van Alanya: Olga Zabelinskaja
3e etappe (ITT) Gracia Orlová: Olga Zabelinskaja
Jongerenklassement Gracia Orlová: Maria Novolodskaja
Ljubljana-Domzale-Ljubljana (ITT): Olga Zabelinskaja
Chrono des Nations (ITT): Olga Zabelinskaja
Jongerenklassement Tour de Feminin - O cenu Českého Švýcarska: Maria Novolodskaja
VR Women: Ántri Christofórou
2019
Scorpions' Pass (ITT): Ántri Christofórou
Chrono Gatineau (ITT): Amber Neben
2020
Grote Prijs van Alanya: Diana Klimova
Grand Prix Velo Alanya: Diana Klimova
2021
Grand Prix Erciyes-Mimar Sinan: Tamara Dronova-Balabolina

### Kampioenschappen
2018
 Cypriotisch kampioene op de weg: Ántri Christofórou
 Cypriotisch kampioene tijdrijden:  Ántri Christofórou
 Russisch kampioene tijdrijden: Olga Zabelinskaja
 Europees baankampioene in de koppelkoers: Maria Novolodskaja (met Diana Klimova)
2019
 Amerikaans kampioene tijdrijden: Amber Neben
 Cypriotisch kampioene op de weg: Ántri Christofórou
 Cypriotisch kampioene tijdrijden: Ántri Christofórou
 Oezbeeks kampioene op de weg: Olga Zabelinskaja
 Oezbeeks kampioene tijdrijden: Olga Zabelinskaja
 Russisch kampioene tijdrijden: Anastasia Pliaskina
2020
 Kroatisch kampioene tijdrijden: Mia Radotić
 Russisch kampioene op de weg: Diana Klimova
2021
 Russisch kampioene tijdrijden: Tamara Dronova-Balabolina
2022 · 2023 · 2024 · 2025
Baur · Buch  · Coles-Lyster (vanaf 4/5) · Collinelli · Delbaere · Dronova-Balabolina · Eklund · Griffin · Hartmann (vanaf 1/6) · Kiesenhofer (vanaf 31/1) · 
Magri · Nguyễn · Pirrone · Sharpe (vanaf 1/6) · Stannard (vanaf15/4) · Steels · Vieceli
Christofórou · Coles-Lyster · Collinelli · Dronova-Balabolina · Eklund · Grinczer · Hartmann · Kiesenhofer · Nguyễn · Pirrone · Swinkels · Vettorello
Christofórou · Coston · Dronova-Balabolina · Giuliani · Griffin · Pirrone · Ruffilli · Rysz · Stiasny · Swinkels · Vettorello